# Antimitotique
Un antimitotique est une catégorie de molécules utilisé pour bloquer la création du fuseau mitotique et ainsi combattre la mitose. Les cellules cancéreuses y sont plus sensibles que les cellules saines, en raison de leur mitose dérégulée. Ces agents sont donc utilisés entre autres dans le traitement de certains cancers.
Les taxanes (paclitaxel, docétaxel) et les vinca-alcaloïdes (vinblastine, vincristine et vinorelbine) sont deux grandes familles d'agents antimitotiques.